# Tompaluan
Le Tompaluan, en indonésien Kawah Tompaluan, est un cratère volcanique d'Indonésie situé dans le nord de Sulawesi, sur le col séparant l'Empung au nord du Lokon au sud, deux volcans dont il constitue la partie active. Il se présente sous la forme de deux cratères emboîtés de 250 mètres de longueur pour 150 mètres de largeur.
Le Tompaluan est un des volcans les plus actifs de la région. Avant 2011, sa dernière éruption remontait à 2002. En 1991 une autre éruption majeure avait tué un randonneur suisse.
Les 14 et 17 juillet 2011, des explosions importantes ont lieu, provoquant l'évacuation de 5 000 habitants vivant dans un rayon de 3,5 kilomètres autour du volcan. La région, qui comprend la ville de Tomohon, était déjà en état d'alerte depuis juin en raison d'un regain d'activité volcanique.

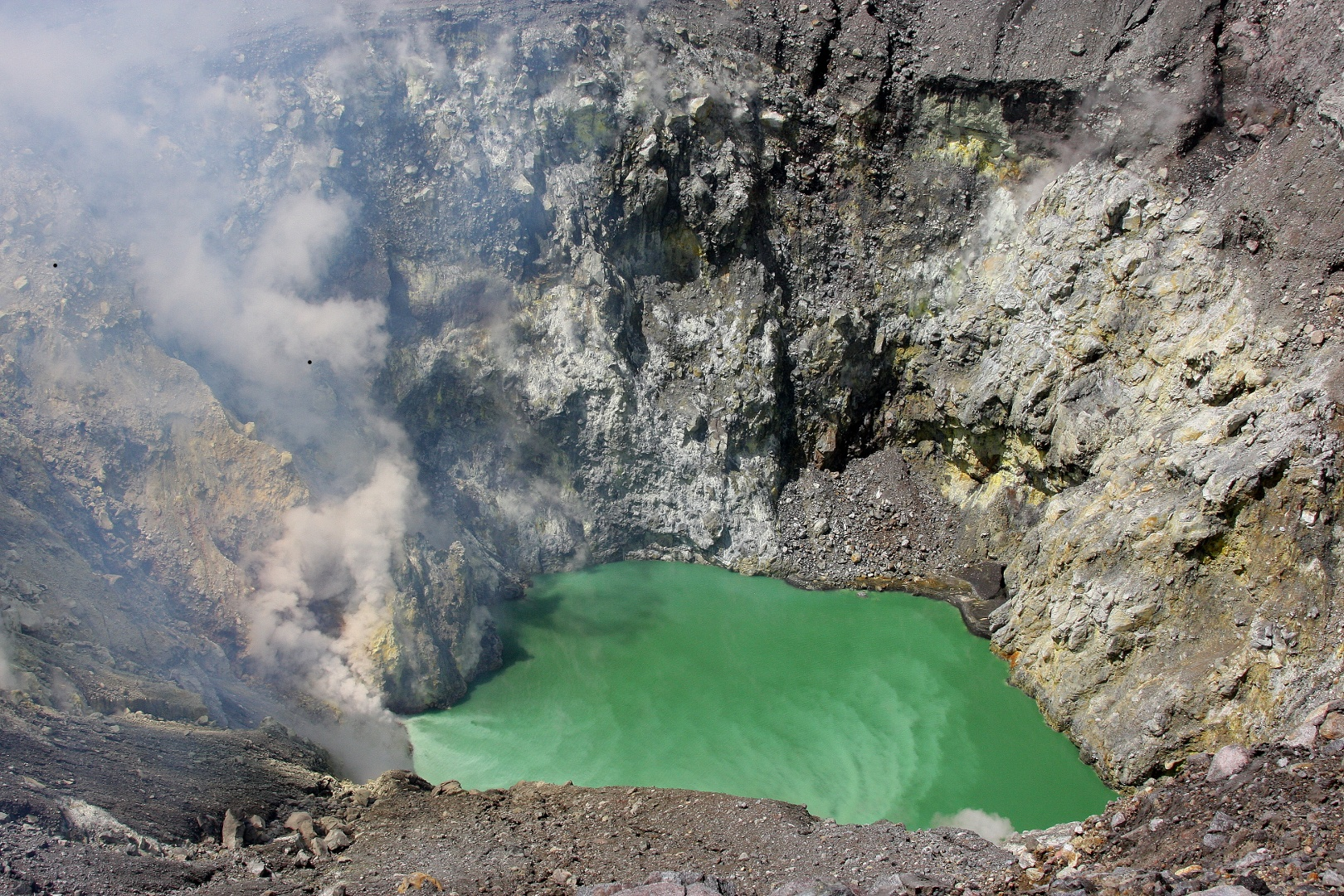
Vue du lac acide du Tompaluan en juin 2009.

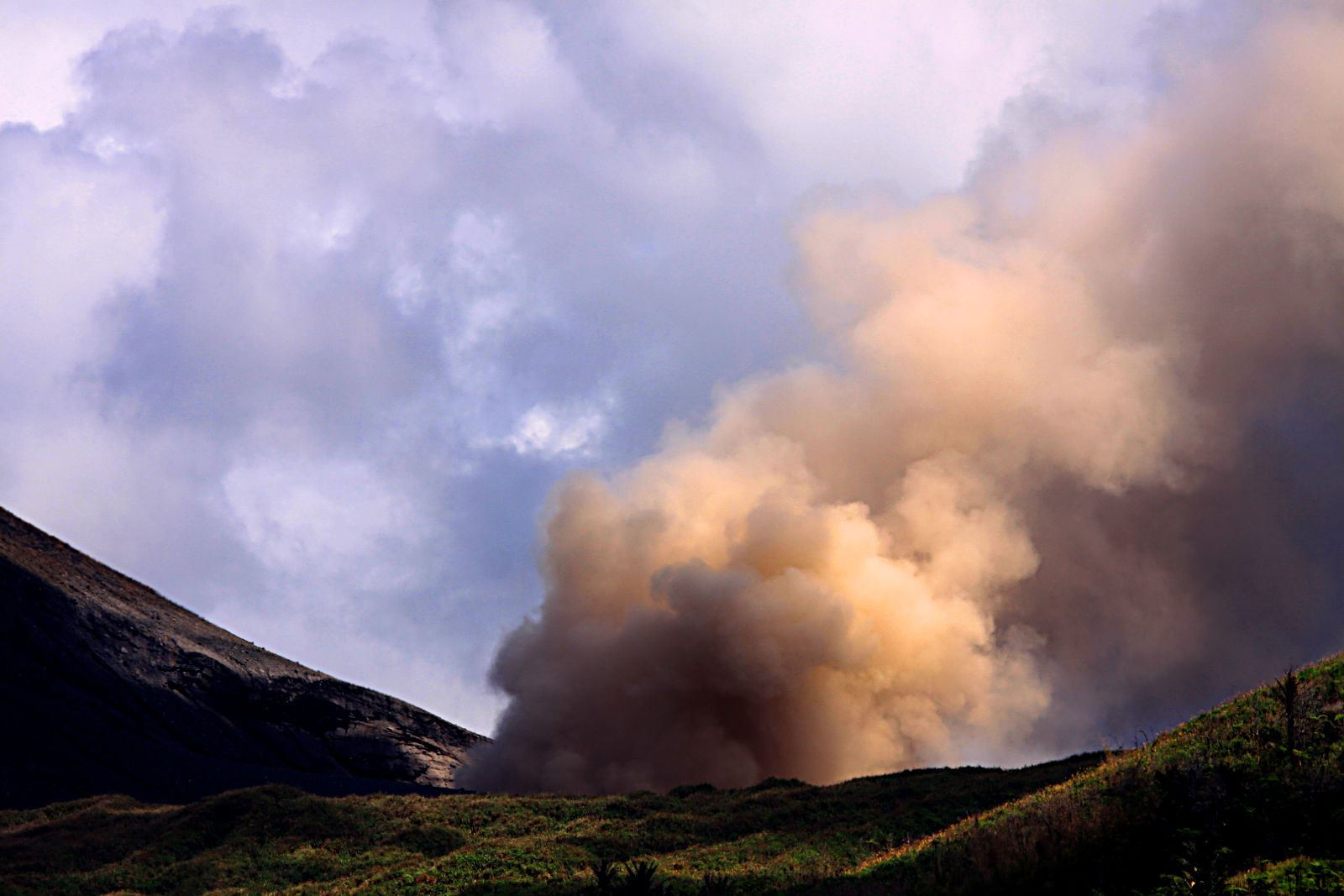
Panache volcanique s'élevant depuis le cratère le 10 juillet 2011.